# Ischyropsalis lithoclasica
Espèce
Ischyropsalis lithoclasica est une espèce d'opilions dyspnois de la famille des Ischyropsalididae.

## Distribution
Cette espèce est endémique de Lombardie en Italie. Elle se rencontre dans les Préalpes lombardes de Sant'Omobono Imagna à Schilpario.

## Description
Les mâles mesurent de 4,08 à 5,52 mm et les femelles de 5,68 à 7,28 mm.

## Systématique et taxinomie
Cette espèce a été décrite par Schönhofer et Martens en 2010.

## Publication originale
- Schönhofer & Martens, 2010 : « On the identity of Ischyropsalis dentipalpis Canestrini, 1872 and description of Ischyropsalis lithoclasica sp. n. (Opiliones: Ischyropsalididae). » Zootaxa, no 2613, p. 1–14.